# Solpuga chelicornis
Solpuga chelicornis är en spindeldjursart som beskrevs av Lichtenstein 1796. Solpuga chelicornis ingår i släktet Solpuga och familjen Solpugidae.

## Underarter
Arten delas in i följande underarter:
- S. c. carlkochi
- S. c. chelicornis
- S. c. macrognatha
- S. c. pubescens